# Een goed stel hersens
Een goed stel hersens is een Nederlands televisieprogramma dat werd uitgezonden door RTL 4, sinds het tweede seizoen kan het programma ook vooruit gekeken worden via Videoland. In het programma gingen twee koppels bestaande uit bekende Nederlanders de strijd met elkaar aan om aan de hand van verschillende spellen te kijken wie de beste cognitieve vaardigheden heeft.

## Opzet
In het programma gaan twee duo's bestaande uit bekende Nederlanders onder leiding van presentatoren Carlo Boszhard en Nicolette Kluijver de strijd met elkaar aan. Vanaf het tweede seizoen kwam het regelmatig voor dat een duo bestond uit een bekende Nederlander en zijn of haar partner / familielid.
Het doel van het programma is om hun hersens goed te laten samenwerken en dit doen ze aan de hand van zes verschillende spellen. Deze spellen worden gespeeld op een interactieve vloer. Na de zes spelrondes wint een van deze twee koppels het programma en dit koppel strijdt vervolgens in het finalespel om een geldbedrag te winnen voor De Hersenstichting.

## Seizoenen

### Seizoen 1 (2017)
Het eerste seizoen bestond uit 6 afleveringen.
| Nr. | Uitzenddatum      | Teams  | BN'ers           | BN'ers                  | Kijkcijfers |
| --- | ----------------- | ------ | ---------------- | ----------------------- | ----------- |
| 1   | 14 september 2017 | Team 1 | Ronald Molendijk | Olcay Gulsen            | 818.000     |
| 1   | 14 september 2017 | Team 2 | Holly Mae Brood  | Jamai Loman             | 818.000     |
| 2   | 21 september 2017 | Team 1 | Martijn Krabbé   | Miljuschka Witzenhausen | 917.000     |
| 2   | 21 september 2017 | Team 2 | Dirk Zeelenberg  | Suus Zeelenberg         | 917.000     |
| 3   | 28 september 2017 | Team 1 | Monica Geuze     | Kaj Gorgels             | 891.000     |
| 3   | 28 september 2017 | Team 2 | Ferry Doedens    | Kimberly Klaver         | 891.000     |
| 4   | 5 oktober 2017    | Team 1 | Irene Moors      | Rudolph van Veen        | 870.000     |
| 4   | 5 oktober 2017    | Team 2 | Fred van Leer    | Glennis Grace           | 870.000     |
| 5   | 12 oktober 2017   | Team 1 | Dennis Weening   | Evi Hanssen             | 516.000     |
| 5   | 12 oktober 2017   | Team 2 | Jaap Reesema     | Kim Kötter              | 516.000     |
| 6   | 19 oktober 2017   | Team 1 | Dave Roelvink    | Anna Nooshin            | 835.000     |
| 6   | 19 oktober 2017   | Team 2 | JayJay Boske     | Bertie Steur            | 835.000     |

### Seizoen 2 (2018)
Het tweede seizoen bestaat uit 8 afleveringen.
| Nr. | Uitzenddatum      | Teams  | BN'ers              | BN'ers              | Kijkcijfers |
| --- | ----------------- | ------ | ------------------- | ------------------- | ----------- |
| 1   | 13 september 2018 | Team 1 | Patty Brard         | Guido Spek          | 510.000     |
| 1   | 13 september 2018 | Team 2 | Gwen van Poorten    | Hugo Kennis         | 510.000     |
| 2   | 20 september 2018 | Team 1 | Rick Brandsteder    | Roosje Kuizinga     | 541.000     |
| 2   | 20 september 2018 | Team 2 | Andy van der Meijde | Melisa Schaufeli    | 541.000     |
| 3   | 27 september 2018 | Team 1 | Giel de Winter      | Annemieke de Winter | 513.000     |
| 3   | 27 september 2018 | Team 2 | Linda Hakeboom      | Koen Kardashian     | 513.000     |
| 4   | 4 oktober 2018    | Team 1 | Roy Donders         | Ryan Donders        | 560.000     |
| 4   | 4 oktober 2018    | Team 2 | Frans Duijts        | Marloes Duijts      | 560.000     |
| 5   | 11 oktober 2018   | Team 1 | Samantha Steenwijk  | Daisy               | 580.000     |
| 5   | 11 oktober 2018   | Team 2 | Airen Mylene        | Taeke Taekema       | 580.000     |
| 6   | 18 oktober 2018   | Team 1 | Esmée van Kampen    | Gürkan Küçüksentürk | 511.000     |
| 6   | 18 oktober 2018   | Team 2 | Christina Curry     | Shenta Ignacio      | 511.000     |
| 7   | 25 oktober 2018   | Team 1 | Kjeld Nuis          | Jill de Robles      | 381.000     |
| 7   | 25 oktober 2018   | Team 2 | Charly Luske        | Tanja Jess          | 381.000     |
| 8   | 1 november 2018   | Team 1 | Kees Tol            | Monique Smit        | 449.000     |
| 8   | 1 november 2018   | Team 2 | Rob Geus            | Suzanne Geus        | 449.000     |